# 米兰·昆德拉
米蘭·昆德拉（捷克語：Milan Kundera，捷克語發音：[ˈmɪlan ˈkundɛra] ⓘ；1929年4月1日—2023年7月11日）是捷克裔法國籍作家，出生於捷克斯洛伐克的布爾諾。1975年流亡法國，1981年歸化為法國公民，2019年重獲捷克公民身份。他在晚年接受採訪時自稱為法國作家，認為自己的作品應歸類為法國文學。
著名作品包括《生命中不能承受之輕》、《笑忘書》等。1989年天鹅绒革命之前，其作品在捷克斯洛伐克長期被禁。他很少接受媒体採訪，可能获得过诺贝尔文学奖提名，但他一生都没有获奖。
2023年7月11日，米兰·昆德拉因久病逝世，享年94岁。

## 生涯
和许多其他捷克艺术家和作家一样（如瓦茨拉夫·哈维尔），昆德拉早年参加了1968年“布拉格之春”的改革运动。这场运动以乐观的改革精神开始，却最终被苏联和其他华约成员国军队镇压。在其第一部作品《玩笑》中，昆德拉竭力讽刺共产主义的极权统治。
由于昆德拉对苏联入侵行径的批评，在布拉格被苏军占领后不久他就被列入黑名单。他的作品也全部被禁。1975年，昆德拉流亡法国。1979年他在法国完成了《笑忘書》，讲述在苏联人占领之下的普通捷克人的生活。这部小说同时包含了几篇并不关联的故事，并夹杂了很多作家自己的思索，奠定了昆德拉流亡时期作品的基调。
1984年，昆德拉发表《生命中不能承受之轻》，这是他一生中最具影响力的作品。小说以编年史的风格描述捷克人在“布拉格之春”改革运动期间及被苏军占领时期适应生活和人际关系的种种困境。1988年，美国导演菲利普·考夫曼将其改编成电影。
1990年，昆德拉发表《不朽》，这是他最后一部用捷克语写成的作品。小说具有强烈的国际化因素，较早先的作品减少了很多政治性，却又加入了很多哲学上的思考，這本書奠定了他晚期作品的基调。
昆德拉流亡巴黎后，用法语写作的作品有：一个剧本（《雅克和他的主人》）、四部法语原创文集（《小说的艺术》《被背叛的遗嘱》《帷幕》和《相遇》）和四本法语原创小说（《慢》《身份》《无知》和《无意义欢庆》）。
米兰·昆德拉后期用法语写作的这些作品从未在捷克和斯洛伐克翻译出版过。本来有斯洛伐克出版社愿意出版，他本人也同意了，不过后来又反悔了，因为他觉得让这些书在捷克文之前先以斯洛伐克文出版，他的摩拉维亚（捷克东部的一个地区）朋友们想必是不会原谅他的。
昆德拉一直坚持认为自己只是一个普通的小说家，而非一个政治作家或流亡作家。从《笑忘書》开始，昆德拉小说的政治性因素就一直减少，直至消失。昆德拉总是在广阔的哲学语境中思考政治问题。

## 作品

### 小说
- 《玩笑》（1967年）
- 《可笑的愛》（短篇小说集，1968年）
- 《生活在他方》（1969年）
- 《告别圆舞曲》（1976年）
- 《笑忘書》（又譯《笑忘錄》）（1978年）
- 《生命中不能承受之輕》（1984年）
- 《不朽》（1990年）
- 《慢》（1995年）
- 《身份（英语：Identity (novel)）》（1998年）
- 《無知》（2000年）
- 《慶祝無意義》（2013年以意大利文發表，中譯本2014出版）

### 文学评论
- 《小说的艺术》（1986年）
- 《被背叛的遗嘱》（1992年）
- 《帷幕》（2005年）
- 《相遇》（2009年）

### 戏剧
- 《雅克和他的主人》（1981年）